# Eriphus
Eriphus is een kevergeslacht uit de familie van de boktorren (Cerambycidae). De wetenschappelijke naam van het geslacht werd voor het eerst geldig gepubliceerd in 1834 door Audinet-Serville.

## Soorten
Eriphus omvat de volgende soorten:
- Eriphus bahiensis Chevrolat, 1862
- Eriphus bisignatus (Germar, 1824)
- Eriphus cardinalis Monné & Fragoso, 1996
- Eriphus clarkei Tippmann, 1960
- Eriphus dimidiatus White, 1855
- Eriphus estebani Touroult, Dalens & Tavakilian, 2012
- Eriphus flavus Touroult, Dalens & Tavakilian, 2012
- Eriphus giuglarisi Touroult, Dalens & Tavakilian, 2012
- Eriphus haematoderus Chevrolat, 1862
- Eriphus immaculicollis Audinet-Serville, 1834
- Eriphus lineatocollis Chevrolat, 1862
- Eriphus longicollis Zajciw, 1961
- Eriphus mathani Touroult, Dalens & Tavakilian, 2012
- Eriphus metallicus Zajciw, 1960
- Eriphus mexicanus Audinet-Serville, 1834
- Eriphus petronillae Touroult, Dalens & Tavakilian, 2012
- Eriphus prolixus Bates, 1872
- Eriphus purpuratus Chevrolat, 1862
- Eriphus rubellus Martins & Galileo, 2004
- Eriphus rufomaculatus Touroult, Dalens & Tavakilian, 2012
- Eriphus smaragdinus Monné & Fragoso, 1996
- Eriphus variegatus Monné & Fragoso, 1996
- Eriphus viridis Monné & Fragoso, 1996